# 佐佐木治綱
佐佐木 治綱（ささき はるつな、1909年2月20日 - 1959年10月8日）は、昭和期の歌人、国文学者。
佐佐木信綱の三男として東京に生まれる。東京高等師範学校附属中学校、旧制第八高等学校を経て、1935年に東京帝国大学文学部国文科を卒業。父と斎藤瀏に師事し、1940年「鶯」を創刊。1944年「心の花」と合併し、1952年から編集責任者。白百合短期大学教授。中世和歌、特に玉葉和歌集・風雅和歌集を専門とした。1959年、転落事故により急逝。父よりも早い死であった。
妻の佐佐木由幾（旧姓・鈴木、理化学研究所研究員鈴木庸生の次女）も歌人。長男は歌人の佐佐木幸綱。孫に佐佐木頼綱、佐佐木定綱。

## 著書
- 『短歌鑑賞の心理 助詞を中心として』人文書院 1936年
- 『永福門院』生活社 1943年

### 共著
- 『日本文學史入門』久松潜一監修 大久保正,溝江德明,野田壽雄, 新間進一共著 愛日書院 1949年

### 訳・校訂
- 『平田篤胤歌文集』校註 冨山房 1941年
- 『平安朝日記集』校訂 いてふ本刊行会 1953年
- 『古典日本文学全集 第34 （本居宣長集）』初山踏 玉勝間 筑摩書房 1960年

## 参考
- コトバンク